# 雌
雌（メス、牝　英: Female）は、雄と対比される動物の性別。主に人間以外の動物を指す際に使われ、人間の女性に相当する。動物の中で、子供や卵を産む方を言う。記号として、手鏡をかたどった「♀」が使われる。